# Messatoporus covarrubiasi
Messatoporus covarrubiasi là một loài tò vò trong họ Ichneumonidae.